# Quarto d'Altino
Quarto d'Altino ([ˈkwaɾto dalˈtino]; San Micjel del Quarto [saŋ miˈt͡ɕɛl del ˈkwaɾto] in veneto) è un comune italiano di 8 039 abitanti della città metropolitana di Venezia in Veneto.
In base alla legge regionale n. 36 del 12 agosto 1993 il suo territorio rientra nell'area metropolitana di Venezia.

## Geografia fisica
Il territorio è attraversato dal tratto finale del fiume Sile che si biforca in corrispondenza della frazione di Portegrandi: un cortissimo ramo, che segue il corso originale, è collegato alla laguna veneta per mezzo di una chiusa (è il canale Silone) mentre il ramo principale prosegue per Jesolo lungo il canale scavato all'epoca della Serenissima (il cosiddetto Taglio del Sile). Questa zona, affacciata alla laguna e un tempo prevalentemente paludosa, è stata bonificata a partire dal XV secolo, anche se le opere più radicali si sono avute tra il XIX e il XX secolo.
Da ricordare che il 70% della superficie comunale è sottoposta a vincolo, quindi lo sviluppo urbanistico è estremamente controllato. Questo per la presenza di alcuni siti di interesse ambientale, paesaggistico e storico: la zona archeologica di Altino, il Parco naturale regionale del Fiume Sile, l'oasi naturalistica di Trepalade e la Laguna Veneta.

## Storia

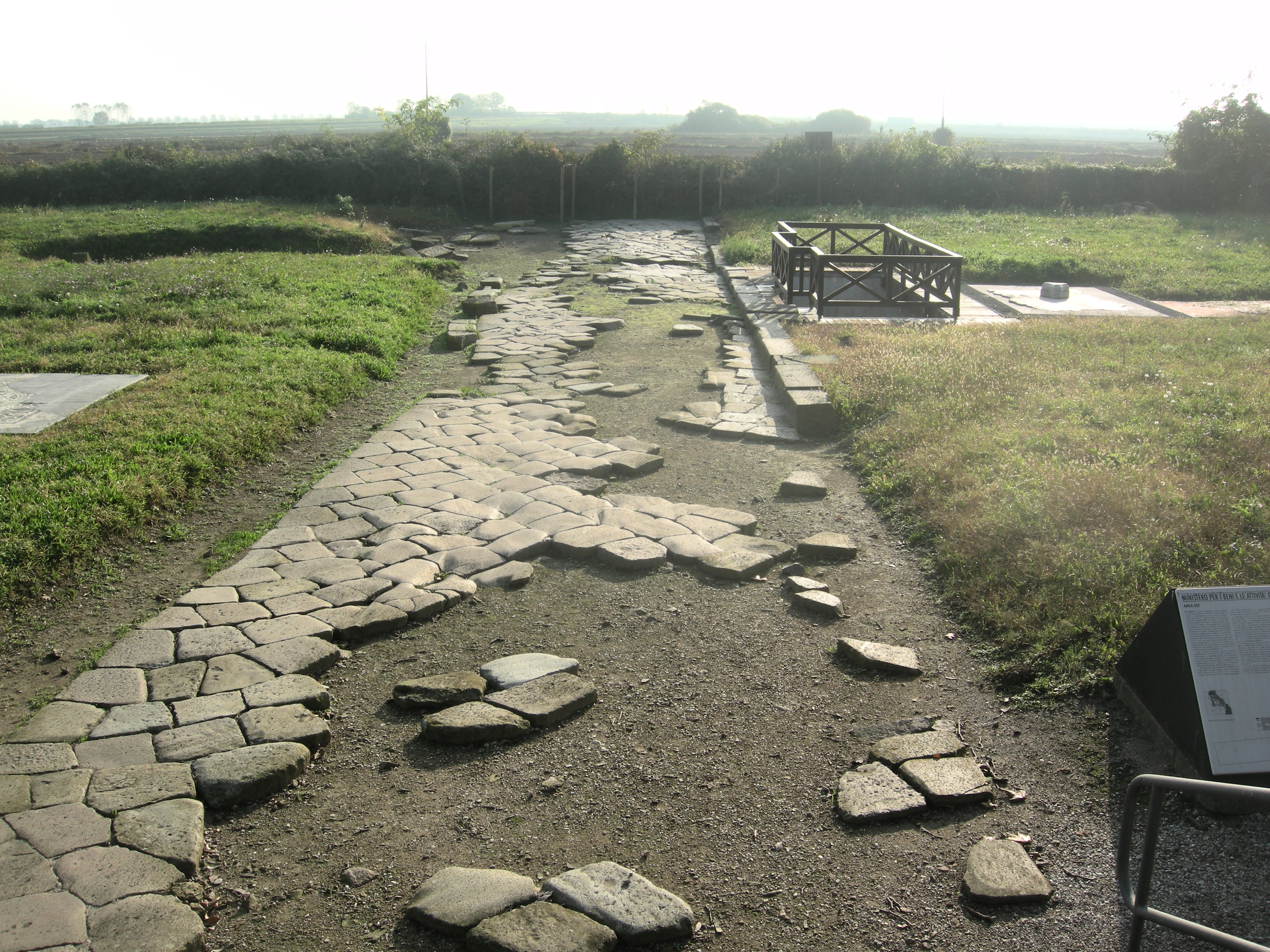
Sito archeologico di Altino

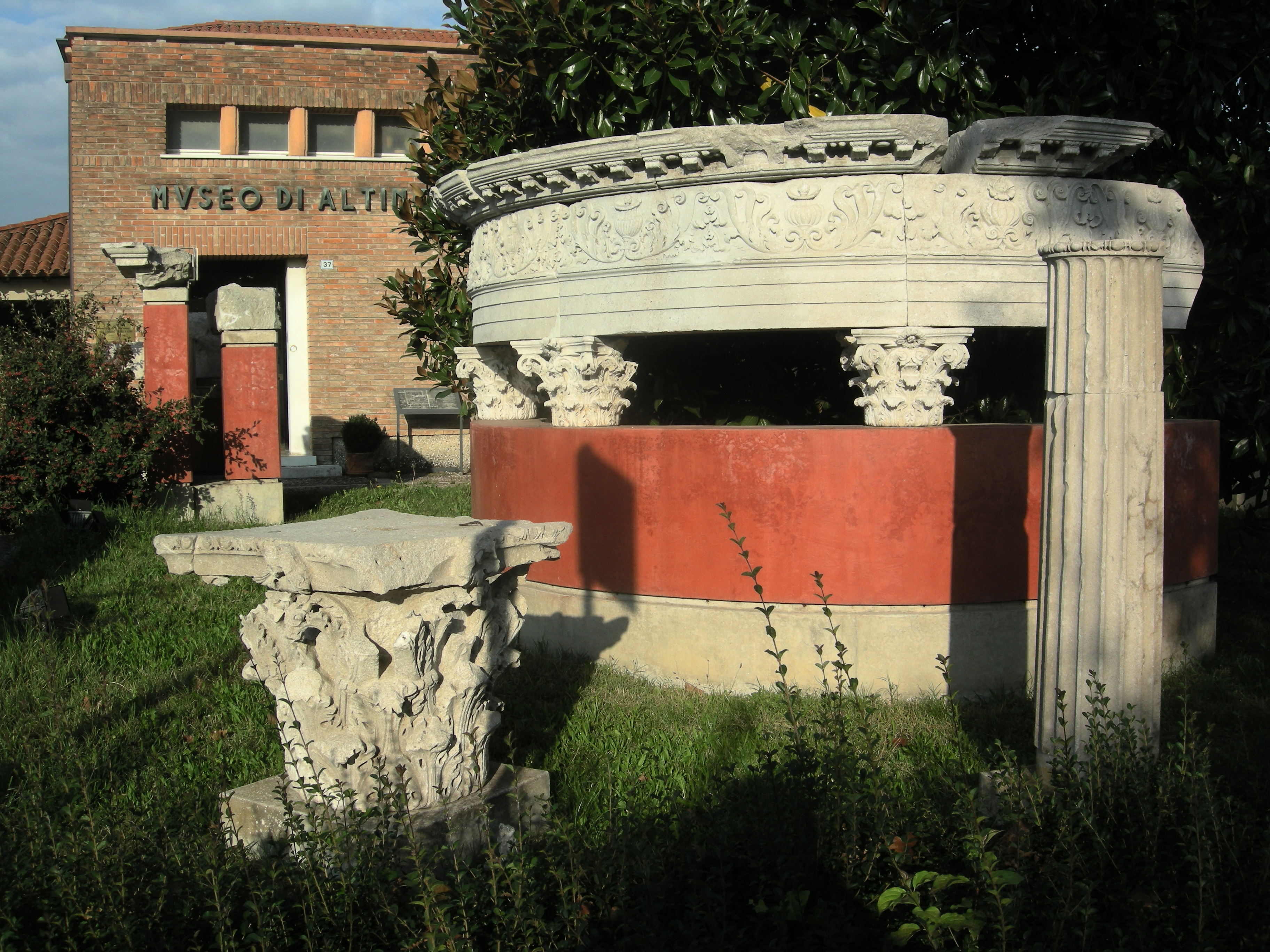
Museo archeologico di Altino

La storia del comune è indissolubilmente legata alla città di Altino, antico insediamento paleoveneto e poi municipium romano. In epoca romana il territorio di Quarto Altino era attraversato da un'importante strada romana, la via Gallica. Quarto Altino, in particolare, distava quattro miglia da Altino, da cui il nome in latino del centro abitato (Ad Quartum), che esisteva già in questa epoca storica.
Notevole porto commerciale sulle rive della laguna, Altino decadde in seguito alle distruzioni dei barbari e al mutare delle condizioni ambientali, che determinarono l'impaludamento della zona. La popolazione si trasferì nell'estuario fondando un primo embrione della futura Venezia e altri importanti insediamenti come Torcello, Murano, Burano. Ciò che restava di Altino servì come "cava" da cui attingere materiali di recupero, resti delle antiche vestigia.
Nel frattempo, forse in epoca longobarda, si era sviluppata all'estremità occidentale del territorio una piccola borgata attorno ad una cappella intitolata a San Michele Arcangelo; la dicitura "del Quarto" fu aggiunta in quanto il paese distava quattro miglia romane dall'antica Altino. Il villaggio dipendeva dalla diocesi di Torcello sin dal 1177.
La zona orientale del territorio rimase impaludata sino al XV secolo, quando la Serenissima cominciò l'imponente opera di bonifica e ripopolamento, che si è protratta sino all'inizio del Novecento. La caduta di Venezia (1797) vide l'istituzione dei comuni di San Michele del Quarto e di Trepalade (quest'ultimo assorbito dal primo con l'istituzione del regno Lombardo-Veneto).
Tra l'Otto e il Novecento il centro vitale del comune si spostò più ad est, dove si trova tuttora. Questa zona era già molto popolata grazie alle bonifiche, ma lo sviluppo urbano fu favorito anche dal passaggio della ferrovia Venezia-Trieste e dalla costruzione del ponte sul Sile. Anche la parrocchiale fu riedificata in questa zona. L'antica borgata di San Michele, ormai località marginale, ricevette l'appellativo "Vecchio" per distinguerla dal nuovo abitato.

### Simboli
Lo stemma e il gonfalone del comune di Quarto d'Altino sono stati concessi con decreto del presidente della Repubblica del 9 marzo 1982.
Il gonfalone è un drappo trinciato di azzurro e di rosso.

## Monumenti e luoghi d'interesse

### Architetture religiose
- Chiesa parrocchiale di San Michele Arcangelo

- Chiesa parrocchiale di Sant'Eliodoro vescovo ad Altino.
- Chiesa parrocchiale di San Magno vescovo a Portegrandi

### Area archeologica e Museo archeologico nazionale
Il Museo archeologico nazionale di Altino fu istituito nel 1960. L'edificio fu progettato dall'architetto Ferdinando Forlati assieme all'attigua chiesa e al portico. Numerosi i reperti conservati, provenienti specialmente dalla necropoli. Fuori dal Museo vi è l'area degli scavi, aperta al pubblico, dove si possono ammirare i resti di strade ed edifici.
Quarto d'Altino è un patrimonio archeologico, culturale e naturalistico, inserito nel SITO UNESCO “Venezia e la sua laguna” istituito nel 1987.

## Società

### Evoluzione demografica
Abitanti censiti

### Etnie e minoranze straniere
Al 31 dicembre 2018 gli stranieri residenti nel comune sono 923, ovvero il 11,3% della popolazione. Di seguito sono riportati i gruppi più consistenti:
1. Romania, 257
2. Albania, 86
3. Moldavia, 67
4. Marocco, 65
5. Cina, 52
6. Macedonia del Nord, 47
7. Ucraina, 42
8. Tunisia, 26
9. Brasile, 25
10. Togo, 23

## Geografia antropica

### Frazioni
Sono ufficialmente riconosciuti dallo statuto comunale come frazioni gli insediamenti di Altino e Portegrandi. Sono ufficialmente riconosciute come località:
Le CreteTranquilla borgatella rurale al confine con Mogliano Veneto e Marcon. Da segnalare i resti di un bosco planiziale, potenzialmente utili come punto di partenza per una ricostruzione silvicola.
San Michele VecchioAssunse questa denominazione nella seconda metà dell'Ottocento, quando la chiesa parrocchiale ivi esistente fu demolita e riedificata presso l'attuale capoluogo, di origini più recenti. Oggi costituisce un'amena località in riva al Sile. Dell'antico luogo di culto non resta nulla, se non un'acquasantiera (conservata presso l'attuale parrocchiale) e la casa canonica. Altro sito di interesse è villa Zorzi detta "il Tribunale". Confina con la provincia di Treviso e con il comune di Casale sul Sile.
TrepaladeTrae il nome dalle tre palizzate erette sul Sile per sbarrare la strada ai natanti costringendoli a passare per una dogana. Si trattava infatti di una località di transito, al confine tra i territori di Treviso e la Serenissima, e non a caso vi sorgeva un edificio detto la Granza, comprendente un magazzino, una chiesetta e una locanda. Da qui si diparte il canale Siloncello, via d'acqua che metteva in comunicazione il Sile con le isole torcellane. La chiesa, intitolata a San Magno, è oggi ridotta a casa privata e gli arredi sono stati trasferiti nella più recente parrocchiale di Portegrandi.
Le TrezzeIl toponimo deriva dall'espressione a tresso, che in dialetto locale significa "di traverso". Le Trezze si presenta infatti come un insediamento semplice e lineare, costituito da qualche casa colonica affacciata al Taglio del Sile e alla laguna. Vi sorge la chiesetta del Santo Nome di Maria, costruita dal proprietario terriero Dal Ferro su invito di monsignor Pasquini.

## Economia
L'agricoltura svolge un ruolo primario, specie dopo le ampie bonifiche. Attività artigianali, piccola e media industria sono pure molto fiorenti.

## Infrastrutture e trasporti

### Strade
Quarto d'Altino è dotata di uno svincolo autostradale posto all'estremità est dell'autostrada A57-Tangenziale di Mestre, che permette quindi anche un rapido accesso all'autostrada A4-Passante di Mestre e all'autostrada A27 attraverso i raccordi (a 600 metri per l'A4 e a 5,4 km per l'A27).
Per quanto riguarda le altre arterie stradali, la principale è la SS 14 "della Venezia Giulia" (via Trieste) che transita per Altino e Portegrandi. Vanno inoltre menzionate la SP 40 "Favaro-Quarto d'Altino" (viali della Resistenza-Kennedy), la SP 41 "Casale sul Sile-Portegrandi" (vie Roma-Marconi-Trieste), la SP 43 "Portegrandi-Caposile-Jesolo" (via Trezze).

### Ferrovie

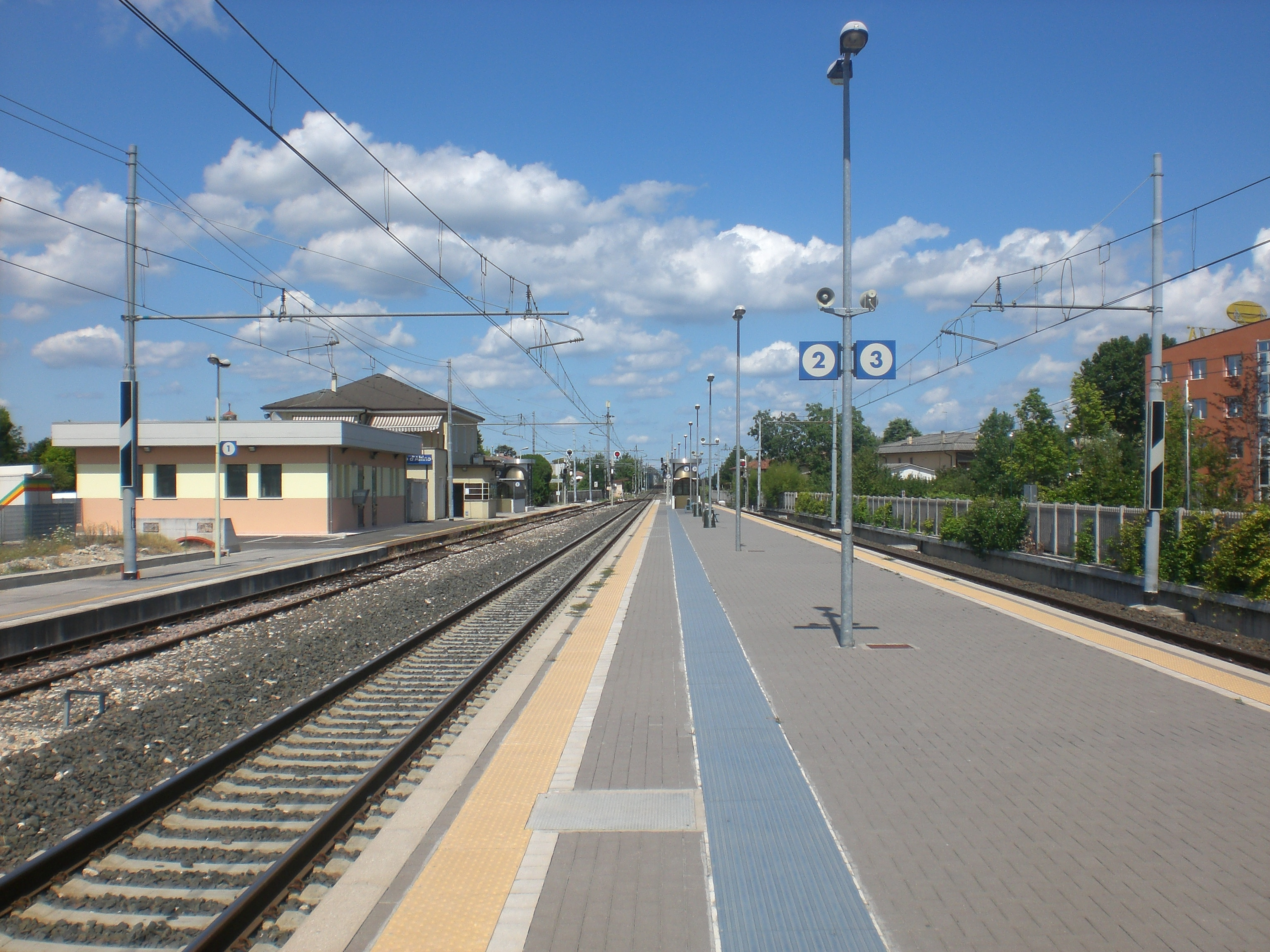
Vista dei binari 2 e 3 della stazione

Il comune è provvisto di una stazione ferroviaria sulla linea Venezia-Trieste con corse ogni mezz'ora circa in entrambe le direzioni. Vi fermano tutti i treni Regionali e Regionali Veloci.

### Autolinee extraurbane
Vi sono fermate dei mezzi ACTV sulla linea Casale sul Sile-Quarto d'Altino-Marcon-Mogliano-Mestre e dei mezzi de La Marca per Treviso e Jesolo, con corse frequenti specie verso Treviso.

## Amministrazione
| Periodo | Periodo   | Primo cittadino   | Partito         | Carica  | Note |
| ------- | --------- | ----------------- | --------------- | ------- | ---- |
| 2006    | 2011      | Loredano Marcassa | centro-sinistra | Sindaco |      |
| 2011    | 2016      | Silvia Conte      | centro-sinistra | Sindaco |      |
| 2016    | in carica | Claudio Grosso    | centro-destra   | Sindaco |      |

### Gemellaggi
È in corso un rapporto di fattiva collaborazione con il comune di Cesiomaggiore.

### Altre informazioni amministrative
Fino al 1946 il comune (e il capoluogo) era denominato San Michele del Quarto. Tracce dell'antico toponimo sono rimaste nella località San Michele Vecchio, nell'antica "cartellonistica" (in particolare una scritta apposta su una casa cantoniera) e dalla dicitura dialettale San Micel, usata ancora da qualche anziano.